# La vergine nuda (film 1964)
La vergine nuda (Monemvasia) è un film del 1964 diretto da Yiorgos Sarris.

## Trama
Il giovane Niko lascia la sua modesta professione di pittore e intraprende la strada di gigolò e giocatore d'azzardo. A causa del gioco perde un'ingente quantità di denaro che non può pagare, indebitandosi. Temendo per la propria incolumità accetta, in cambio di una grossa somma, di uccidere una ragazza che vive a Malvasìa. Niko trova la ragazza, ma ben presto se ne innamora.

## Distribuzione
Il film fu distribuito in Grecia settembre 1964 al Festival Internazionale del cinema di Salonicco. In Italia fu distribuito nelle sale nel luglio 1965.

### Edizione italiana
L'edizione italiana fu decurtata della sequenza dei due amanti a letto, nella quale sono inquadrate le gambe dei due, e notevolmente ridotta quella dell'amplesso fra i due protagonisti, facendo restare cioè soltanto l'inizio della scena appena Niko comincia a baciare sul collo Lena. Con questi tagli, fu distribuito col divieto di visione ai minori di 14 anni; divieto rimosso nel 1995.

## Accoglienza

### Critica
(Giacomo Gambetti, Bianco e Nero, n. 8-9, agosto-settembre 1964)
(vice, La Stampa, 29 giugno 1965)